# Abel-féle binomiális tétel
Az Abel-féle binomiális tétel Niels Henrik Abelról kapta a nevét, és a következőt állítja:
Tetszőleges m-re, w-re, z-re {\displaystyle \sum _{y=0}^{m}{\binom {m}{y}}(w+m-y)^{m-y-1}(z+y)^{y}=w^{-1}(z+w+m)^{m}.}

## Példa
{\displaystyle {\begin{aligned}&{}\quad {\binom {2}{0}}(w+2)^{1}(z+0)^{0}+{\binom {2}{1}}(w+1)^{0}(z+1)^{1}+{\binom {2}{2}}(w+0)^{-1}(z+2)^{2}\\&=(w+2)+2(z+1)+{\frac {(z+2)^{2}}{w}}\\&={\frac {(z+w+2)^{2}}{w}}.\end{aligned}}}

## Lásd még
- Binomiális tétel
- Binomiális együttható